# 最知車站
最知車站（日语：／ Saichi eki */?）是位於日本宮城縣氣仙沼市，屬於東日本旅客鐵道（JR東日本）氣仙沼線沿線的BRT車站。本站是由氣仙沼車站代為管理的無人車站，位於JR東日本盛岡支社的管轄範圍內。

## 車站構造
本站在東日本大震災前為擁有側式月台1面1線的地面車站，沒有設置站房。本站也是由氣仙沼站負責管理的無人站。

## 歷史
- 1967年（昭和42年）7月20日 - 車站啟用。
- 1972年（昭和47年）2月1日 - 車站無人化。
- 1987年（昭和62年）4月1日 - 日本國鐵分割民營化，車站管轄劃歸由東日本旅客鐵道繼承。
- 2011年（平成23年）3月11日 - 東北地方太平洋近海發生嚴重地震，地震引發的海嘯沖毀靠近海岸的許多鐵路設施，最知也是23個被沖毀的鐵路車站之一[1]。
- 2012年（平成24年）8月20日：以BRT方式暂时重建。
- 2020年（令和2年）4月1日：随着柳津-气仙沼段铁路线废线，不再作为铁路站[2]。

## 相鄰車站
東日本旅客鐵道
■氣仙沼線（BRT路段）
陸前階上－最知－岩月

## 外部連結
- （日語）最知車站（JR東日本） （页面存档备份，存于）